# Ворошилки
Ворошилки (біл. вёска Варашылкі) — село в складі Мядельського району Мінської області, Білорусь. Село підпорядковане Свірській сільській раді, розташоване в північній частині області.